# Maximilian Beier
Maximilian Beier (Brandenburg an der Havel, 2002. október 17. –) német válogatott labdarúgó, a Borussia Dortmund játékosa.

## Pályafutása

### Klubcsapatokban
Az ESV Kirchmöser, a Brandenburger SC Süd 05, az Energie Cottbus és a TSG 1899 Hoffenheim korosztályos csapataiban nevelkedett. A 2018–19-es szezonban a az U17-es Bundesliga gólkirálya lett 18 góllal. 2019. november 1-jén a Paderborn ellen ülhetett le a kispadra a felnőttek között először, de pályára nem lépett. 2020. február 8-án debütált a Bundesligában az SC Freiburg ellen Niklas Süle cseréjeként 17 évesen 3 hónaposan és 23 naposan, ezzel a klub legfiatalabb debütálója lett az élvonalban. 2020. december 10-én a belga KAA Gent ellen megszerezte a Hoffenheim felnőtt csapatában az első két gólját, valamint az Európa-ligában.
2021. augusztus 19-én egy szezonra kölcsönbe került a Hannover 96 csapatához. Másnap mutatkozott be az 1. FC Heidenheim ellen a ráadásban. Október 27 -én az első két gólját szerezte meg csapatában a Fortuna Düsseldorf elleni kupamérkőzésen. December 11-én a bajnokságban is megszerezte első gólját az Ingolstadt ellen 2–1-re megnyert találkozón. 2022. január 19-én ismét duplázott a kupában, a Borussia Mönchengladbach ellen hazai pályán 3–0-ra megnyert mérkőzésen. Február 4-én a Heidenheim ellen elvesztett bajnoki találkozón csapata egyetlen gólját szerezte. Április 29-én a Karlsruher ellen megszerezte a bajnokságban a harmadik gólját. Június elején jelentették be, hogy 2025-ig hosszabbított a Hoffenheim csapatával, valamint további egy évet marad a Hannover csapatánál kölcsönben.
2024. augusztus 12-én ötéves szerződést írt alá a Borussia Dortmund csapatával.

### A válogatottban
Tagja volt a 2019-es U17-es labdarúgó-Európa-bajnokságon résztvevő keretnek, három mérkőzésen egy gólt szerzett. A tornán az első mérkőzést az olasz U17-es válogatott ellen 3–1-re elvesztették, válogatottja egyetlen gólját szerezte.
2024. június 7-én bekerült Julian Nagelsmann szövetségi kapitány 26 fős keretébe, amely a 2024-es labdarúgó-Európa-bajnokságon részt vett.

## Statisztika
2022. május 15-i állapot szerint.
| Klub                   | Szezon             | Bajnokság | Bajnokság | Kupa  | Kupa  | Nemzetközi | Nemzetközi | Összesen | Összesen |
| Klub                   | Szezon             | Mérk.     | Gólok     | Mérk. | Gólok | Mérk.      | Gólok      | Mérk.    | Gólok    |
| ---------------------- | ------------------ | --------- | --------- | ----- | ----- | ---------- | ---------- | -------- | -------- |
| TSG 1899 Hoffenheim    | 2019–20            | 6         | 0         | 0     | 0     | —          | —          | 6        | 0        |
| TSG 1899 Hoffenheim    | 2020–21            | 3         | 0         | 0     | 0     | 2          | 2          | 5        | 2        |
| TSG 1899 Hoffenheim    | 2021–22            | 0         | 0         | 0     | 0     | 0          | 0          | 0        | 0        |
| TSG 1899 Hoffenheim    | Összesen           | 9         | 0         | 0     | 0     | 2          | 2          | 11       | 2        |
| TSG 1899 Hoffenheim II | 2020–21            | 24        | 9         | —     | —     | —          | —          | 24       | 9        |
| TSG 1899 Hoffenheim II | 2021–22            | 1         | 0         | —     | —     | —          | —          | 1        | 0        |
| TSG 1899 Hoffenheim II | Összesen           | 25        | 10        | 0     | 0     | 0          | 0          | 25       | 10       |
| Hannover 96            | 2021–22            | 30        | 3         | 3     | 4     | —          | —          | 33       | 7        |
| Hannover 96            | 2022–23            | 0         | 0         | 0     | 0     | —          | —          | 0        | 0        |
| Hannover 96            | Összesen           | 30        | 3         | 3     | 4     | 0          | 0          | 33       | 7        |
| Karrierje összesen     | Karrierje összesen | 12        | 0         | 0     | 0     | 0          | 0          | 12       | 0        |

## Külső hivatkozások
- Maximilian Beier adatlapja a Kicker oldalán (németül)
- Maximilian Beier adatlapja a DFB oldalán (németül)
- Maximilian Beier adatlapja a Bundesliga oldalán (németül)
- Maximilian Beier adatlapja a Transfermarkt oldalán (angolul)
- Maximilian Beier adatlapja a Soccerway oldalon (angolul)